# General Maynard
General Maynard is een gemeente in de Braziliaanse deelstaat Sergipe. De gemeente telt 2.907 inwoners (schatting 2009).